# 점근 표기법
점근 표기법(漸近 表記法, 영어: asymptotic notation)은 어떤 함수의 증가 양상을 다른 함수와의 비교로 표현하는 수론과 해석학의 방법이다. 알고리즘의 복잡도를 단순화할 때나 무한급수의 뒷부분을 간소화할 때 쓰인다.
대표적으로 다음의 다섯 가지 표기법이 있다.
- 대문자 O 표기법
- 소문자 o 표기법
- 대문자 오메가(Ω) 표기법
- 소문자 오메가(ω) 표기법
- 대문자 세타(Θ) 표기법

이 중 압도적으로 많이 쓰이는 것이 대문자 O 표기법으로, 란다우 표기법이라고도 한다. 
특히, 알고리즘의 복잡도를 나타내는 용어로는 "계산 복잡도 이론" 또는 "시간복잡도"로 대문자 O 표기법이 일반적으로 사용된다.

## 대문자 O 표기법 (Big-O notation)

### 정의
함수 {\displaystyle f(x)}, {\displaystyle g(x)}에 대해 {\displaystyle f(x)}가 {\displaystyle O(g(x))}라는 것은 상한 점근에 관한 다음의 동치인 정의와 같다.
- {\displaystyle x>x_{0}}를 만족하며 충분히 큰 모든 {\displaystyle x}에 대하여 {\displaystyle |f(x)|\leq M|g(x)|}가 성립하도록 하는 양의 실수 {\displaystyle M}과 실수{\displaystyle x_{0}}가 존재한다.
- {\displaystyle |x-a|<\delta }를 만족하는 {\displaystyle x}에 대하여 {\displaystyle |f(x)|\leq \;M|g(x)|} 가 성립하도록 하는 양수 {\displaystyle \delta } 와 {\displaystyle M}이 존재한다.
- {\displaystyle \limsup _{x\to a}\left|{\frac {f(x)}{g(x)}}\right|<\infty .}

이를 {\displaystyle f(x)=O(g(x))} 혹은 {\displaystyle f(x)\in O(g(x))}로 표기하기도 한다.

### 예
두 다항식 {\displaystyle f,g}를 다음과 같이 정의한다.
{\displaystyle f(x)=6x^{4}-2x^{3}+5}
{\displaystyle g(x)=x^{4}}
이때 {\displaystyle f(x)=O(g(x)){\mbox{ or }}O(x^{4})}이 된다. 증명은 다음과 같다.
{\displaystyle |6x^{4}-2x^{3}+5|\leq 6x^{4}+2x^{3}+5} ({\displaystyle x>1}일 때)
{\displaystyle |6x^{4}-2x^{3}+5|\leq 6x^{4}+2x^{4}+5x^{4}} ({\displaystyle x^{3}<x^{4}}와 같은 방법)
{\displaystyle |6x^{4}-2x^{3}+5|\leq 13x^{4}}
{\displaystyle |6x^{4}-2x^{3}+5|\leq 13|x^{4}|}

### 표기법 문제
{\displaystyle f(x)=O(g(x))}라는 표현에서, 등호는 원래의 등호와는 다른 의미를 가진다. 예를 들어, 어떤 함수가 {\displaystyle O(x)}이면 {\displaystyle O(x^{2})}이므로 {\displaystyle O(x)=O(x^{2})}로 표기할 수는 있지만, {\displaystyle O(x^{2})=O(x)}와 같이 쓰는 것은 잘못된 표기이다. 이 때, 등호 표기는 일반적인 표기법과 다르게 사용된 기호의 남용으로 볼 수 있다.
이러한 문제를 방지하기 위해, {\displaystyle O(g(x))}를 원래 정의에서 해당하는 함수들의 집합으로 정의하는 경우도 많이 사용된다. 이러한 경우 {\displaystyle f(x)\in O(g(x))}과 같이 표기할 수 있고, 이것은 기호의 원래 정의와 잘 맞아 떨어진다.

## 다른 표기법들
대문자 O 표기법과 비슷하게, 다음의 표기법들이 사용된다.
| 표기법                                | 설명           | 수학적 정의                                                                       |
| ------------------------------------- | -------------- | --------------------------------------------------------------------------------- |
| {\displaystyle f(n)\in O(g(n))}       | 상한 점근      | {\displaystyle \lim _{n\to \infty }\left\|{\frac {f(n)}{g(n)}}\right\|<\infty }   |
| {\displaystyle f(n)\in o(g(n))}       |                | {\displaystyle \lim _{n\to \infty }{\frac {f(n)}{g(n)}}=0}                        |
| {\displaystyle f(n)\in \Omega (g(n))} | 하한 점근      | {\displaystyle \lim _{n\to \infty }\left\|{\frac {f(n)}{g(n)}}\right\|>0}         |
| {\displaystyle f(n)\in \omega (g(n))} |                | {\displaystyle \lim _{n\to \infty }{\frac {f(n)}{g(n)}}=\infty }                  |
| {\displaystyle f(n)\in \Theta (g(n))} | 상한/하한 점근 | {\displaystyle 0<\lim _{n\to \infty }\left\|{\frac {f(n)}{g(n)}}\right\|<\infty } |

또한 Õ 표기법은 대문자 O 표기법의 일종으로, {\displaystyle {\tilde {O}}(g(n))}는 {\displaystyle O(g(n)\,\log ^{k}g(n))}({\displaystyle k}는 임의의 상수)를 의미한다. 이 표기법은 함수의 로그 증가 비율을 무시하는 의미를 가지고 있다.

## 같이 보기
- 상극한과 하극한
- 마스터 정리
- 근삿값의 순서